# Hadena montana
Hadena montana là một loài bướm đêm trong họ Noctuidae.